# Seč (okres Ústí nad Orlicí)
Seč is een Tsjechische gemeente in de regio Pardubice, en maakt deel uit van het district Ústí nad Orlicí.

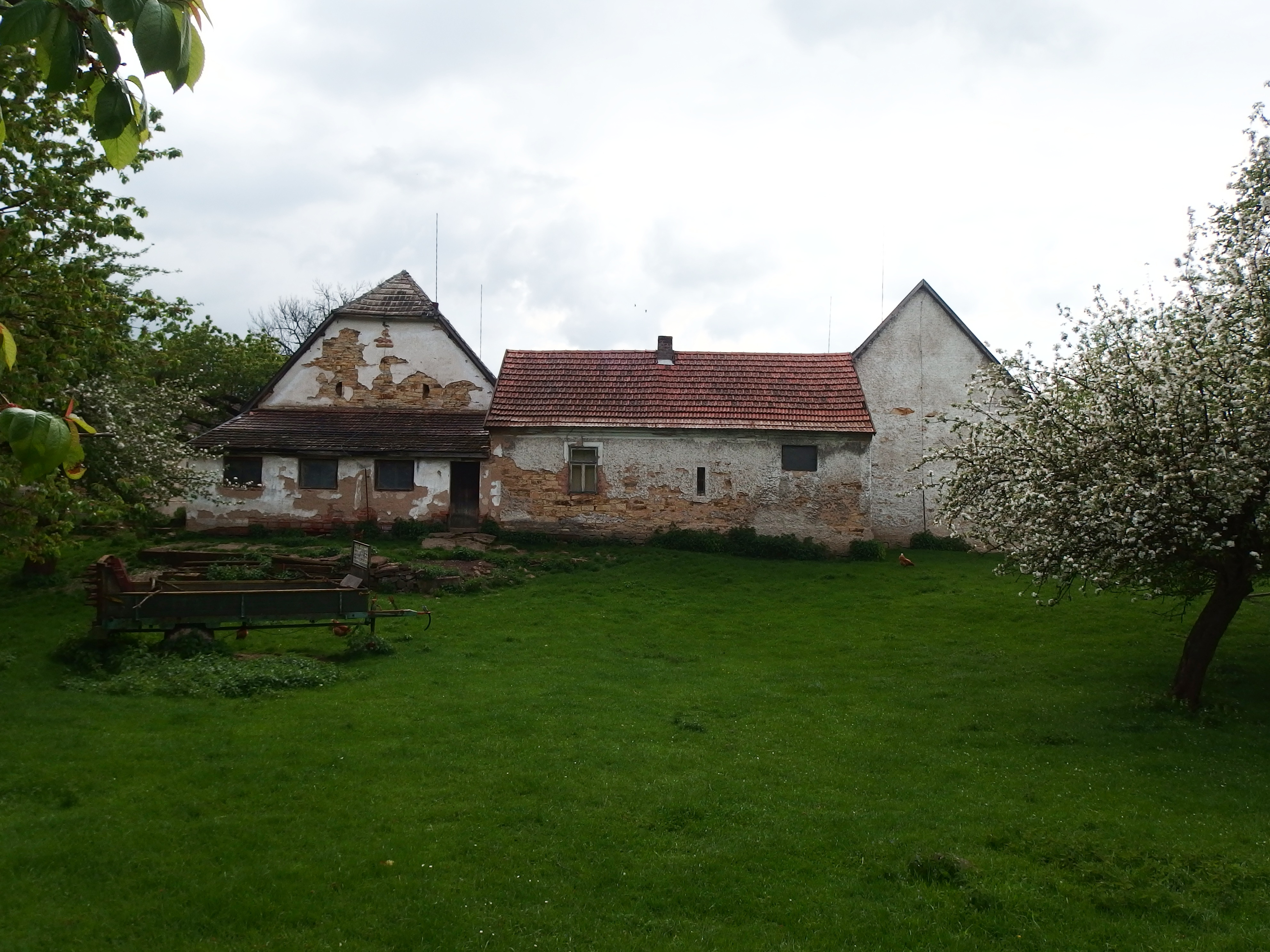
Dorpsaanzicht

Seč telt 141 inwoners.
Albrechtice ·
Anenská Studánka ·
Běstovice ·
Bošín ·
Brandýs nad Orlicí ·
Bučina ·
Bystřec ·
Cotkytle ·
Čenkovice ·
Červená Voda ·
Česká Rybná ·
Česká Třebová ·
České Heřmanice ·
České Libchavy ·
České Petrovice ·
Damníkov ·
Dlouhá Třebová ·
Dlouhoňovice ·
Dobříkov ·
Dolní Čermná ·
Dolní Dobrouč ·
Dolní Morava ·
Džbánov ·
Hejnice ·
Helvíkovice ·
Hnátnice ·
Horní Čermná ·
Horní Heřmanice ·
Horní Třešňovec ·
Hrádek ·
Hrušová ·
Choceň ·
Jablonné nad Orlicí ·
Jamné nad Orlicí ·
Javorník ·
Jehnědí ·
Kameničná ·
Klášterec nad Orlicí ·
Koldín ·
Kosořín ·
Králíky ·
Krasíkov ·
Kunvald ·
Lanškroun ·
Leština ·
Letohrad ·
Libecina ·
Libchavy ·
Lichkov ·
Líšnice ·
Lubník ·
Lukavice ·
Luková ·
Mistrovice ·
Mladkov ·
Mostek ·
Nasavrky ·
Nekoř ·
Nové Hrady ·
Orlické Podhůří ·
Orličky ·
Ostrov ·
Oucmanice ·
Pastviny ·
Petrovice ·
Písečná ·
Plchovice ·
Podlesí ·
Přívrat ·
Pustina ·
Radhošť ·
Rudoltice ·
Rybník ·
Řepníky ·
Řetová ·
Řetůvka ·
Sázava ·
Seč ·
Semanín ·
Skořenice ·
Slatina ·
Sobkovice ·
Sopotnice ·
Sruby ·
Stradouň ·
Strážná ·
Studené ·
Sudislav nad Orlicí ·
Sudslava ·
Svatý Jiří ·
Šedivec ·
Tatenice ·
Těchonín ·
Tisová ·
Trpík ·
Třebovice ·
Týnišťko ·
Újezd u Chocně ·
Ústí nad Orlicí ·
Velká Skrovnice ·
Verměřovice ·
Vinary ·
Voděrady ·
Vraclav ·
Vračovice-Orlov ·
Výprachtice ·
Vysoké Mýto ·
Zádolí ·
Záchlumí ·
Zálší ·
Zámrsk ·
Zářecká Lhota ·
Žamberk ·
Žampach ·
Žichlínek